# MGB Komet
 (octobre 2023).
Les MGB Komet (orthographe du constructeur : KOMET) pour « rame à voie métrique confortable » sont des trains panoramiques électriques à voie métrique à plancher surbaissé, des unités multiples du chemin de fer Matterhorn-Gotthard (MGB) en Suisse pour fonctionnement mixte à adhérence et à crémaillère, fabriquées par Stadler Bussnang. Les trains ont la 1ère et la 2ème classe ainsi qu'un fourgon à bagages et fonctionnent comme des unités de trois et quatre voitures avec les désignations MGB ABDeh 4/8 et ABDeh 4/10 . Quatre des huit ou dix essieux sont moteurs.

## Historique
Après la construction du tunnel de base du Lötschberg, la MGB avait besoin de nouveaux trains confortables en termes d'adhérence et d'entraînement par engrenages. Les délais serrés n'ont pas suffi pour développer un tout nouveau concept de véhicule. Les Komet ont été techniquement développés à partir des unités multiples à navette BDSeh 4/8, dont le concept, comme celui du Komet, est dérivé du Stadler GTW . L'équipement électrique n'est pas situé dans la partie centrale courte à deux essieux comme sur la GTW, mais plutôt sous le plancher de la voiture panoramique à quatre essieux. Par rapport aux navettes zermattoises, la longueur des voitures d'extrémité et intermédiaires a été optimisée pour maximiser la capacité d'accueil des passagers.
Deux unités multiples de trois voitures et trois unités multiples de quatre voitures ont été livrées en 2007 et 2008, suivies en 2014 par six autres trains courts et un train long. Les mouvements sont conçus de manière à pouvoir être développés en compositions en cinq parties.

## Caractéristiques
Chaque rame se compose d'un wagon panoramique à quatre essieux à plancher élevé et sans entrée. D'un côté se trouvent un wagon d'extrémité avec bogie et entrées à plancher surbaissé - de l'autre côté, il s'agit d'un wagon d'extrémité dans le train à trois voitures et d'un wagon intermédiaire non motorisé et d'un wagon d'extrémité dans la version à quatre wagons. L'automotrice dispose de deux bogies à deux essieux, chacun avec un moteur de traction par essieu. En fonctionnement par adhérence pure, l'entraînement s'effectue via les quatre essieux des bogies moteurs et en fonctionnement par engrenages, en plus via quatre engrenages pour les crémaillères du système Abt utilisé sur le réseau du MGB. Les éléments montés ne comportent chacun qu'un seul bogie de roulement/freinage à l'extrémité extérieure du wagon et prennent appui à l'autre extrémité du wagon suivant. Tous les bogies sont à suspension pneumatique. Les caissons des voitures d'extrémité et intermédiaires sont constitués de grands profilés en aluminium dans une construction en partie soudée et en partie vissée. Le wagon à plancher élevé est construit en acier et possède des fenêtres panoramiques. L'équipement électrique correspond à celui des trains navettes.
Comme les trains Komet voyagent beaucoup plus longtemps que les navettes de Zermatt, ils sont nettement plus confortables. Ils ont reçu un nouveau design intérieur et disposent de toilettes fermées, de la climatisation et d'un système d'information passagers.
Grâce à un accouplement automatique à tampon central de type FK-9-6 de Schwab Verkehrstechnik, les unités multiples peuvent fonctionner en commande multiple - également avec les unités multiples à navette BDSeh 4/8 et les quatre voitures-pilotes articulées à plancher surbaissé ABt 2131-34 - ce qui permet de s’adapter aux fluctuations de la demande. En 2014, les « wagons-pilotes à chariot à caissons » BDkt 2231-33 ont été adaptés par Stadler pour fonctionner avec le Komet. Ils servent au transport des bagages et servent également de réserve pour les trains navettes Täsch – Zermatt .
Les unités multiples peuvent fonctionner sur l'ensemble du réseau MGB, sauf sur la pente à 179 ‰ du Schöllenenbahn (Göschenen–Andermatt) qui est très raide, ou seuls les ABDeh 4/8 en trois parties sont autorisés. À 125 ‰ d'Inclinaison, le poids maximum du train est de 150 tonnes.

## Liste des véhicules
| type de conception | Numéro du train | Nom de baptême | Mise en service |
| ------------------ | --------------- | -------------- | --------------- |
| ABDeh 4/10         | 2011            | Zermatt        | 2007            |
| ABDeh 4/10         | 2012            | Viège          | 2007            |
| ABDeh 4/10         | 2013            |                | 2008            |
| ABDeh 4/10         | 2014            | Fiesch         | 2014            |
| ABDeh 4/8          | 2021            |                | 2008            |
| ABDeh 4/8          | 2022            |                | 2008            |
| ABDeh 4/8          | 2023            | 2014           |                 |
| ABDeh 4/8          | 2024            | 2014           |                 |
| ABDeh 4/8          | 2025            | 2014           |                 |
| ABDeh 4/8          | 2026            | 2014           |                 |
| ABDeh 4/8          | 2027            | 2014           |                 |
| ABDeh 4/8          | 2028            | 2014           | Obergoms        |